# Seznam poslanců Poslanecké sněmovny Říšské rady (1867–1870)
Toto je seznam poslanců Poslanecké sněmovny Říšské rady ve funkčním období 1867–1870. Zahrnuje všechny členy Poslanecké sněmovny předlitavské (rakouské) Říšské rady v II. funkčním období od volby v roce 1867 do volby v roce 1870 (Říšská rada nebyla v tomto období volena ještě přímo, ale fungovala jako sbor delegátů vysílaných jednotlivými zemskými sněmy). Toto funkční období začalo ustavující schůzí 20. května 1867 a trvalo do počátku funkčního období následující sněmovny, tedy do 15. září 1870. Funkční období se dále dělilo na dvě zasedání (IV. zasedání do 15. května 1869, V. zasedání od 15. května 1869 do 21. května 1870).

## Dlouhodobé absence
Funkční období bylo poznamenáno dlouhodobými absencemi z politických důvodů, zejména u českých státoprávně orientovaných poslanců. 19. června 1867 byli poslanci František August Brauner, Josef Hubík, Alois Kleveta, Karel Kořistka, Josef Macháček, Antonín Porák, Václav Pour, František Ladislav Rieger, Josef Říha, Ferdinand Schulz, Karel Sladkovský, František Švestka, Alois Pravoslav Trojan, Antonín Vaněk, Václav Zelený a Josef Zikmund (v originále uváděn jako Franz Zikmund) vyzváni k udání důvodů pro nepřevzetí mandátů. 26. září 1868 pak byly mandáty těchto poslanců v zemském sněmu a tudíž i v Říšské radě prohlášeny za zaniklé.

## Hromadné rezignace
Koncem funkčního období sněmovny navíc nastaly tři vlny hromadných rezignací poslanců určitých národností, rovněž z politických důvodů, coby výraz nesouhlasu s fungováním Říšské rady. 27. ledna 1870 takto rezignovalo několik poslanců za Tyrolsko, konkrétně Josef Greuter, Albert Jäger, Johann Planer, Peter Wiesler, Cölestin Brader a Ignaz Giovanelli poté na předchozí schůzi nebylo přijato usnesení, že Tyrolané nejsou Rakušany.  
Dopisem z 31. března 1870 pak rezignovali i četní poslanci z Haliče: Kazimierz Grocholski, Piotr Gross, Kajetan Agopsowicz, Tomasz Barewicz, Włodzimierz Baworowski, Ivan Bodnar, Jan Czaczkowski, Ludomir Cieński, Jan Euzebiusz Czaykowski, Euzebiusz Czerkawski, Antoni Ditrych, Marcin Dziewoński, Konrad Fihauser, Tomasz Horodyski, Józef Jabłonowski, Ignacy Jakubik, Stanisław Koźmian, Michał Koczyński, Bonawentura Szeleszczyński, Daniel Sulikowski, Zygmunt Sawczyński, Franciszek Torosiewicz, Tarnowski, Jan Tomuś, Ferdynand Weigel, Carl Wild, Ludwik Wodzicki, Mikołaj Zyblikiewicz, Adam Józef Potocki a Maurycy Kraiński. Důvodem byla neochota vlády udělit Haliči autonomii. V následujících dnech se pak poslaneckého křesla dopisem vzdali i haličští poslanci Antoni Golejewski, Emil Pfeiffer, Vasyl Makovyč a Maksymilian Landesberger. 
Ve stejné době pak probíhala i masová rezignace poslanců za korunní země Kraňsko, Istrie, Gorice a Gradiška a Dalmácie s jihoslovanským obyvatelstvem. Mandáty tehdy odevzdali poslanci Alexander von Petrino (ten ovšem reprezentoval korunní zemi Bukovina), Franz Hermet, Lovro Toman, Jožef Emanuel Barbo Waxenstein, Luka Svetec, Lovro Pintar, Stefano Conti, Janez Lipold (za Štýrsko), Anton Černe, Luigi Pajer de Monriva, Orazio Colombani a Francesco Vidulich. 7. dubna 1870 pak ještě dopisem ohlásil svou rezignaci s poukazem na čin svých kolegů i poslanec Stjepan Mitrov Ljubiša.

## Funkce ve vedení sněmovny

### Předsednictvo
Zpočátku funkčního období nebylo předsednictvo voleno sněmovnou, nýbrž jmenováno císařem. František Josef I. jmenoval na post předsedy sněmovny Karla Giskru,který nastoupil roku 1867 jako poslanec za Moravu, od roku 1869 coby poslanec za Dolní Rakousy. Místopředsedou sněmovny se stal moravský poslanec Franz von Hopfen a haličský Florian Ziemiałkowski. Teprve pak změnou zákona byla umožněna volba předsednických postů samotnou sněmovnou. Na základě této změny se konala volba nového vedení 22. prosince 1867. V této volbě potvrdil post předsedy Karl Giskra (133 ze 134 odevzdaných hlasů) a stejně tak byli ve svých funkcích potvrzeni oba místopředsedové (125 ze 130 hlasů pro von Hopfena a 127 ze 130 pro Ziemiałkowského). Giskra se ovšem krátce poté stal ministrem v  předlitavské vládě a 10. února 1868 se proto konala volba předsedy sněmovny znovu. Post získal Moritz von Kaiserfeld, který obdržel 111 ze 131 hlasů.
Poté, co 14. prosince 1869 začalo nové V. zasedání sněmovny, proběhla nová volba předsednictva. Předsedou zůstal von Kaiserfeld (90 ze 127 hlasů). Prvním místopředsedou zůstal von Hopfen (136 ze 138 hlasů) a druhým místopředsedou byl nově zvolen Franz Xaver Groß (83 ze 145 hlasů).

### Zapisovatel
Na zahajovací schůzi sněmovny 20. května 1867 fungovali jako zapisovatelé nejmladší poslanci. Byli to poslanci Karl Korb von Weidenheim (Čechy), Friedrich von Weichs (Horní Rakousy), Josef Wolf (Čechy) a Max Kübeck (Morava). Na 2. schůzi 23. května 1867 pak proběhla volba řádných zapisovatelů. Stali se jimi Gregor Kardasch (Čechy), Arnold Plankensteiner (Štýrsko), Franz Schürer (Dolní Rakousy), Tomasz Barewicz (Halič) a Victor Widmann-Sedlnitzky (Morava) a zvoleni byli opětovně i Korb von Weidenheim a Josef Wolf. 

### Pořadatel
Volba pořadatelů se uskutečnila na 2. schůzi 23. května 1867 a stali se jimi Franz Desfours-Walderode, Franz Xaver Groß (Horní Rakousy), Josef Lippmann von Lissingen (Čechy) a Peter Steffens (Čechy). 

## Seznam poslanců
| Jméno                                        | Korunní země         | Kurie                                         | Poznámka                                                                                             |
| -------------------------------------------- | -------------------- | --------------------------------------------- | --- |
| Agopsowicz de Hasso Kajetan                  | Halič                | velkostatkářská                               | 20. října 1868 složil slib.                                                                          |
| Andriewicz (Morariu) Samuel                  | Bukovina             | velkostatkářská                               | |
| Attems Friedrich                             | Štýrsko              | velkostatkářská                               | |
| Bachofen von Echt Clemens                    | Čechy                | velkostatkářská                               | Rezignace v roce 1869.                                                                               |
| Bajamonti Antonio                            | Dalmácie             | městská a obchodních a živn. komor            | 3. června 1867 složil slib.                                                                          |
| Banhans Anton                                | Čechy                | měst a průmysl. míst                          | |
| Barbo-Waxenstein Jos. Em.                    | Kraňsko              | venkovských obcí                              | |
| Barewicz Tomasz                              | Halič                | velkostatkářská                               | |
| Bauer Karl                                   | Korutany             | městská                                       | 29. října 1868 složil slib.                                                                          |
| Baworowski Włodzimierz                       | Halič                | venkovských obcí                              | 3. června 1867 složil slib.                                                                          |
| Beeß Georg                                   | Slezsko              | velkostatkářská                               | |
| Berchem-Haimhausen Hans Ernst                | Čechy                |                                               | 1868 rezignoval.                                                                                     |
| Berger Johann Nepomuk                        | Dolní Rakousy        | měst a tržních osad (Vídeň)                   | 3. června 1867 složil slib.                                                                          |
| Bergmiller Friedrich                         | Horní Rakousy        | velkostatkářská                               | 17. října 1868 složil slib.                                                                          |
| Beust Ferdinand                              | Čechy                | obchodních a živn. komor                      | |
| Bibus Peter                                  | Čechy                | měst a průmysl. míst                          | 17. října 1868 složil slib.                                                                          |
| Bocheński Alojzy                             | Halič                | velkostatkářská                               | 20. října 1868 složil slib, v roce 1869 rezignoval v přestávce mezi IV. a V. zasedáním sněmovny.     |
| Bodnar Ivan                                  | Halič                | venkovských obcí                              | |
| Brader Cölestin                              | Tyrolsko             | virilista                                     | Nastoupil 20. října 1868 místo Pirmina Pockstallera.                                                 |
| Brauner František August                     | Čechy                |                                               | Zánik mandátu zemského a tudíž i říšského poslance 26. září 1868.                                    |
| Brestel Rudolf                               | Dolní Rakousy        | venkovských obcí                              | |
| Cieński Ludomir                              | Halič                | venkovských obcí                              | |
| Colombani Orazio                             | Istrie               | měst, tržních osad a průmysl. míst            | |
| Conti Stefano                                | Terst                | Municipium                                    | 1869 znovuzvolen a 11. prosince 1869 opětovně složil slib.                                           |
| Coronini-Cronberg Karl                       | Kraňsko              | velkostatkářská                               | Rezignoval v roce 1869 během přestávky mezi IV. a V. zasedáním sněmovny.                             |
| Czaczkowski Jan                              | Halič                |                                               | 17. října 1868 složil slib.                                                                          |
| Czartoryski Konstanty                        | Halič                |                                               | Rezignace na mandát udělený zemským sněmem 9. července 1867, nesložil slib.                          |
| Czaykowski Jan Euzebiusz                     | Halič                | venkovských obcí                              | |
| Czedik von Bründelsberg Alois                | Dolní Rakousy        | měst a průmysl. míst                          | 11. prosince 1869 složil slib.                                                                       |
| Czerkawski Euzebiusz                         | Halič                |                                               | 11. prosince 1869 složil slib.                                                                       |
| Černe Anton                                  | Gorice               | venkovských obcí a průmysl. míst              | |
| Daubek Eduard                                | Čechy                | velkostatkářská                               | |
| Degara Eliodoro                              | Tyrolsko             | virilista                                     | |
| Dehne August                                 | Horní Rakousy        | venkovských obcí                              | |
| Demel von Elswehr Johann                     | Slezsko              | městská                                       | |
| Desfours-Walderode Franz                     | Čechy                |                                               | Rezignoval 1869 po povolání do Panské sněmovny.                                                      |
| Dietrich Karl Wilhelm von                    | Slezsko              | město Opava a obchodní a živn. komory         | |
| Dinstl Ferdinand                             | Dolní Rakousy        | měst a tržních osad                           | |
| Ditrych Antoni                               | Halič                | venkovských obcí                              | 11. prosince 1869 po znovuzvolení opětovně složil slib.                                              |
| Dubsky Adolf                                 | Morava               | velkostatkářská                               | |
| Dürckheim-Montmartin Friedrich E.            | Horní Rakousy        | velkostatkářská                               | |
| Działoszyński Michał                         | Halič                | venkovských obcí                              | 29. května 1867 zemřel, nesložil slib.                                                               |
| Dziewoński Marcin                            | Halič                |                                               | 11. prosince 1869 složil slib.                                                                       |
| Eichhoff Josef von                           | Morava               | velkostatkářská                               | |
| Falkenhayn Franz                             | Dolní Rakousy        |                                               | Rezignace oznámena dopisem 27. listopadu 1867 po povolání do Panské sněmovny.                        |
| Fetz Andreas                                 | Vorarlbersko         | venkovských obcí                              | Nastoupil 17. října 1868 místo Carla von Seyffertitze.                                               |
| Figuly v. Szep Ignaz Karl                    | Horní Rakousy        | obchodních a živn. komor                      | |
| Fihauser Konrad                              | Halič                | venkovských obcí                              | 15. prosince 1869 po znovuzvolení opětovně složil slib.                                              |
| Froschauer Sebastian von                     | Vorarlbersko         | měst a průmysl. míst                          | |
| Geusau Karl von                              |                      |                                               | Rezignace oznámena dopisem 11. května 1868.                                                          |
| Giovanelli Ignaz                             | Tyrolsko             | venkovských obcí                              | |
| Giskra Karl                                  | Morava/Dolní Rakousy | měst a tržních osad (Vídeň)                   | 17. října 1868 složil slib jako poslanec za Dolní Rakousy.                                           |
| Golejewski Antoni                            | Halič                | velkostatkářská                               | |
| Greuter Josef                                | Tyrolsko             | venkovských obcí                              | |
| Grocholski Kazimierz                         | Halič                | velkostatkářská                               | 22. října 1868 složil slib, 14. prosince 1869 po znovuzvolení opětovně složil slib.                  |
| Groß Gustav Robert                           | Čechy                | měst a průmysl. míst                          | |
| Gross Piotr                                  | Halič                |                                               | 1868 rezignoval                                                                                      |
| Groß Franz Xaver                             | Horní Rakousy        | měst a průmysl. míst                          | |
| Gschnitzer Mathias                           | Salcbursko           | obchodních a živn. komor                      | |
| Hackelberg-Landau Rudolf A.                  | Štýrsko              | velkostatkářská                               | |
| Haffner Josef                                | Štýrsko              | venkovských obcí                              | |
| Hanika Josef                                 | Čechy                | venkovských obcí                              | 14. prosince 1869 složil slib.                                                                       |
| Hanisch Julius                               | Čechy                | venkovských obcí                              | |
| Hasner Leopold                               | Čechy                |                                               | Rezignoval po povolání do Panské sněmovny, již 17. května 1867 se vzdal mandátu.                     |
| Hausner Alfred                               | Halič                |                                               | Rezignace 5. června 1868.                                                                            |
| Heidler Ferdinand                            | Morava               | měst a průmysl. míst                          | 11. prosince 1869 složil slib.                                                                       |
| Helcel Ludwik Edward                         | Halič                | obchodních a živn. komor                      | 20. října 1868 složil slib, rezignoval v roce 1869 během přestávky mezi IV. a V. zasedáním sněmovny. |
| Helferstorfer Othmar                         | Dolní Rakousy        | velkostatkářská                               | 17. října 1868 složil slib.                                                                          |
| Herbert Franz Paul von                       | Korutany             |                                               | Rezignace oznámena dopisem 24. ledna 1868.                                                           |
| Herbst Eduard                                | Čechy                | venkovských obcí                              | |
| Herrmann Franz                               | Čechy                |                                               | Rezignace v roce 1869.                                                                               |
| Hermet Franz                                 | Terst                |                                               | 14. prosince 1869 složil slib.                                                                       |
| Heyß Maximilian                              | Horní Rakousy        |                                               | Zemřel červen/červenec 1867.                                                                         |
| Hopfen Franz von                             | Morava               |                                               | 23. září 1867 složil slib.                                                                           |
| Horodyski Tomasz                             | Halič                |                                               | 16. prosince 1869 složil slib.                                                                       |
| Hubicki Karol                                | Halič                | velkostatkářská                               | 22. října 1868 složil slib, rezignoval v roce 1869 během přestávky mezi IV. a V. zasedáním sněmovny. |
| Hubík Josef                                  | Morava               | venkovských obcí                              | 21. srpna 1867 zemřel, nesložil slib.                                                                |
| Hurmuzachi Eudoxiu                           | Bukovina             | venkovských obcí                              | Kvůli zápalu plic složil slib až 23. září 1867.                                                      |
| Hušalevyč Ivan                               | Halič                | venkovských obcí                              | |
| Chrzanowski Leon                             | Halič                | velkostatkářská                               | Rezignoval roce 1869 v přestávce mezi IV. a V. zasedáním sněmovny.                                   |
| Jabłonowski Józef                            | Halič                | velkostatkářská                               | 22. října 1868 složil slib, 11. prosince 1869 po znovuzvolení opětovně složil slib.                  |
| Jäger Albert                                 | Tyrolsko             | venkovských obcí                              | |
| Jakubik Ignacy                               | Halič                | venkovských obcí                              | |
| Jessernigg Gabriel von                       | Korutany             | měst a průmysl. míst/obchodních a živn. komor | |
| Kaiser Ignaz                                 | Dolní Rakousy        | venkovských obcí                              | |
| Kaiserfeld Moritz von                        | Štýrsko              | venkovských obcí                              | |
| Kardasch Gregor                              | Čechy                | měst a průmysl. míst                          | |
| Kiemann Johann                               | Čechy                | měst a průmysl. míst                          | |
| Kinsky Christian                             | Dolní Rakousy        | velkostatkářská                               | |
| Kleveta Alois                                | Morava               | venkovských obcí                              | Vyzván k účasti na jednání, ale do sněmovny se nedostavil.                                           |
| Klier Franz                                  | Čechy                | měst a průmysl. míst                          | |
| Klun Vinzenz Ferrer                          | Kraňsko              | obchodních a živn. komor                      | |
| Knežević Stefan                              | Dalmácie             | virilista                                     | |
| Koczyński Michał                             | Halič                |                                               | 15. prosince 1869 složil slib.                                                                       |
| Kokořova Karel, z                            | Čechy                | velkostatkářská                               | |
| Korb von Weidenheim Karl                     | Čechy                | velkostatkářská                               | 17. 10. 1868 složil slib.                                                                            |
| Korb v. Weidenheim Karl starší (z Bězděkova) | Čechy                | velkostatkářská                               | Rezignace oznámena 17. 10. 1868.                                                                     |
| Kořistka Karel                               | Čechy                |                                               | 1868 rezignoval, nesložil slib.                                                                      |
| Kotz von Dobrz Christian                     | Čechy                | velkostatkářská                               | |
| Kotz von Dobrz Ferdinand                     | Čechy                | velkostatkářská                               | |
| Koźmian Stanisław                            | Halič                |                                               | 11. prosince 1869 složil slib.                                                                       |
| Kraiński Maurycy                             | Halič                |                                               | 14. prosince 1869 složil slib.                                                                       |
| Kremer von Auenrode Rafael                   |                      |                                               | 1868 rezignoval.                                                                                     |
| Krzeczunowicz Kornel                         | Halič                |                                               | 1868 rezignoval                                                                                      |
| Kübeck Max                                   | Morava               | velkostatkářská                               | |
| Kuenburg Amand von                           | Slezsko              | velkostatkářská                               | |
| Kuranda Ignaz                                | Dolní Rakousy        | měst a tržních osad (Vídeň)                   | |
| Lahner Johann                                | Morava               | městská                                       | |
| Landesberger Maksymilian                     | Halič                |                                               | |
| Lapenna Alois von                            | Dalmácie             | venkovských obcí                              | |
| Lasser von Zollheim Josef                    | Salcbursko           | venkovských obcí                              | |
| Laudon Ernst                                 | Morava               | velkostatkářská                               | Rezignoval r. 1868.                                                                                  |
| Lax Josef                                    | Korutany             | venkovských obcí                              | |
| Leeder Friedrich                             | Čechy                | venkovských obcí                              | |
| Lenček Alois                                 | Štýrsko              | venkovských obcí                              | [ 11 ]                                                                                               |
| Lenz Alfred                                  | Dolní Rakousy        | venkovských obcí                              | 17. října 1868 složil slib.                                                                          |
| Leonardi Celestino                           | Tyrolsko             | venkovských obcí                              | |
| Liebieg Franz von                            | Čechy                | měst a průmysl. míst                          | 17. října 1868 složil slib.                                                                          |
| Limbeck Karl                                 | Čechy                | venkovských obcí                              | |
| Lipold Janez                                 | Štýrsko              | venkovských obcí                              | |
| Lippmann von Lissingen Josef                 | Čechy                | obchodních a živn. komor                      | |
| Ljubiša Stjepan Mitrov                       | Dalmácie             | venkovských obcí                              | 3. června 1867 složil slib.                                                                          |
| Lohninger Mathias                            | Štýrsko              | měst a tržních osad                           | |
| Lumbe Jos. Tadeáš z Malonic                  | Čechy                | velkostatkářská                               | |
| Macháček Josef                               | Čechy                |                                               | Zánik mandátu zemského a tudíž i říšského poslance 26. 9. 1868.                                      |
| Makovyč Vasyl                                | Halič                | venkovských obcí                              | 20. 10. 1868 složil slib.                                                                            |
| Malowetz Zdenko                              | Čechy                |                                               | 11. prosince 1869 složil slib.                                                                       |
| Manastyrskyj Ivan                            | Halič                | venkovských obcí                              | |
| Mandelblüh Franz                             | Morava               | městská                                       | |
| Margheri-Comandona Albin                     | Kraňsko              | velkostatkářská                               | 11. prosince 1869 složil slib.                                                                       |
| Mayer Ignaz                                  | Horní Rakousy        | měst a průmysl. míst (Linec)                  | |
| Mayerhofer Franz Karl                        | Dolní Rakousy        | obchodních a živn. komor                      | 11. prosince 1869 složil slib.                                                                       |
| Megerle von Mühlfeld Eugen                   | Dolní Rakousy        |                                               | 24. května 1868 zemřel.                                                                              |
| Mende Leopold                                | Dolní Rakousy        | venkovských obcí                              | |
| Mertlitsch Hermann                           | Korutany             | venkovských obcí                              | |
| Michieli-Vitturi Simeone                     | Dalmácie             | venkovských obcí                              | 25. března 1868 zemřel.                                                                              |
| Morgenstern Stanisław                        | Halič                | venkovských obcí                              | Rezignoval v roce 1869 během přestávky mezi IV. a V. zasedáním sněmovny.                             |
| Müller August                                | Čechy                | velkostatkářská                               | 23. května 1867 složil slib.                                                                         |
| Neumann Stanislav                            | Čechy                |                                               | Nesložil slib, jako vyslanec českého zemského sněmu se odmítl podílet na činnosti Říšské rady.       |
| Neumann Wenzel                               | Čechy                |                                               | 11. prosince 1869 složil slib.                                                                       |
| Pajer de Monriva Luigi                       | Gorice               |                                               | |
| Pascotini von Ehrenfels Carlo                | Terst                | Municipium                                    | 17. října 1868 složil slib.                                                                          |
| Pauer Bernhard                               | Čechy                | venkovských obcí                              | |
| Pauer Johann Paul                            | Štýrsko              | velkostatkářská                               | |
| Perger von Pergenau Heinrich                 | Dolní Rakousy        | měst a tržních osad                           | |
| Petrinó Alexander                            | Bukovina             | městská                                       | |
| Peyr Josef                                   | Horní Rakousy        | velkostatkářská                               | 20. října 1868 složil slib.                                                                          |
| Pfeiffer Emil                                | Halič                | venkovských obcí                              | 18. prosince 1869 po znovuzvolení opětovně složil slib.                                              |
| Pillersdorff Hermann von                     | Slezsko              | venkovských obcí                              | |
| Pintar Lovro                                 | Kraňsko              | venkovských obcí                              | |
| Planer Johann                                | Tyrolsko             | měst a tržních osad                           | |
| Plankensteiner Arnold                        | Štýrsko              | venkovských obcí                              | Rezignoval r. 1869.                                                                                  |
| Plener Ignaz von                             | Čechy                | obchodních a živn. komor                      | |
| Poche Adolf                                  | Morava               | venkovských obcí                              | |
| Pockstaller Pirmin                           | Tyrolsko             |                                               | 1868 rezignoval.                                                                                     |
| Polanowski Stanisław                         | Halič                | venkovských obcí                              | |
| Polański Tomasz                              | Halič                | městská                                       | 3. června 1867 složil slib.                                                                          |
| Porák Antonín                                | Čechy                |                                               | Zánik mandátu zemského a tudíž i říšského poslance 26. září 1868.                                    |
| Potocki Alfred                               | Halič                |                                               | Rezignace oznámena dopisem 11. července 1867, nesložil slib.                                         |
| Potocki Adam Józef                           | Halič                | venkovských obcí                              | 14. prosince 1869 po znovuzvolení opětovně složil slib.                                              |
| Pour Václav                                  | Čechy                |                                               | Zánik mandátu zemského a tudíž i říšského poslance 26. září 1868.                                    |
| Prato Napoleon                               | Tyrolsko             | venkovských obcí                              | |
| Pratobevera von Wiesborn Adolf               | Dolní Rakousy        | venkovských obcí                              | Rezignoval v roce 1869 během přestávky mezi IV. a V. zasedáním sněmovny.                             |
| Prokopowicz Josef                            | Bukovina             | venkovských obcí                              | |
| Proskowetz Emanuel                           | Morava               | městská                                       | |
| Radman Josef                                 | Dalmácie             | venkovských obcí                              | Nastoupil 26. ledna 1868 místo Micheli-Vitturiho                                                     |
| Rechbauer Karl                               | Štýrsko              | městská (Štýrský Hradec)                      | |
| Rieger František Ladislav                    | Čechy                |                                               | Zánik mandátu zemského a tudíž i říšského poslance 26. září 1868.                                    |
| Rogawski Karol Franciszek                    | Halič                | venkovských obcí                              | Rezignoval v roce 1869 během přestávky mezi IV. a V. zasedáním sněmovny.                             |
| Rosenauer Wenzel                             |                      |                                               | 1868 rezignoval                                                                                      |
| Roser Franz Moritz                           | Čechy                | venkovských obcí                              | |
| Ryger Anton                                  | Morava               | venkovských obcí                              | |
| Říha Josef                                   | Čechy                |                                               | Zánik mandátu zemského a tudíž i říšského poslance 26. září 1868.                                    |
| Salm-Reifferscheid Louis                     | Čechy                | velkostatkářská                               | |
| Sawczyński Zygmunt                           | Halič                | městská                                       | 11. prosince 1869 po znovuzvolení opětovně složil slib.                                              |
| Scrinzi di Montecroce Giovanni               | Terst                |                                               | 1868 rezignoval.                                                                                     |
| Seifert Wenzel                               | Čechy                | venkovských obcí                              | Z důvodu jaterního onemocnění složil slib až 5. července 1867.                                       |
| Seyffertitz Carl von                         | Vorarlbersko         |                                               | 1868 rezignoval                                                                                      |
| Schier Josef                                 | Čechy                | obchodních a živn. komor                      | 17. října 1868 složil slib.                                                                          |
| Schindler Alexander Julius                   | Dolní Rakousy        | měst a tržních osad (Vídeň)                   | |
| Schlegel Joseph                              | Štýrsko              | obchodních a živn. komor                      | |
| Schlosser Karl                               | Čechy                | velkostatkářská                               | |
| Schneider Carl Samuel                        | Slezsko              | venkovských obcí                              | |
| Schubert Eduard                              | Čechy                | měst a průmysl. míst                          | |
| Schulz Ferdinand                             | Čechy                |                                               | Zánik mandátu zemského a tudíž i říšského poslance 26. září 1868.                                    |
| Schürer Franz                                | Dolní Rakousy        | venkovských obcí                              | |
| Simonowicz Jakob von                         | Bukovina             | velkostatkářská                               | |
| Skene Alfred                                 | Morava               | obchodních a živn. komor                      | |
| Skopalík František                           | Morava               | venkovských obcí                              | Měl nastoupit roku 1868 jako náhradník, ale nesložil slib.                                           |
| Skrzyński Ludwik                             | Halič                |                                               | Rezignace oznámena dopisem 22. září 1867 ze zdravotních důvodů.                                      |
| Sladkovský Karel                             | Čechy                |                                               | Zánik mandátu zemského a tudíž i říšského poslance 26. září 1868.                                    |
| Spiegel Christoph                            | Dolní Rakousy        | velkostatkářská                               | 17. října 1868 složil slib.                                                                          |
| Stamm Ferdinand                              | Čechy                | venkovských obcí                              | |
| Steffens Peter                               | Čechy                | venkovských obcí                              | |
| Steinbrecher Bruno                           | Morava               |                                               | 11. prosince 1869 složil slib.                                                                       |
| Stieger Josef Valentin                       | Salcbursko           | velkostatkářská                               | |
| Stockau Friedrich                            | Morava               | velkostatkářská                               | 17. října 1868 složil slib.                                                                          |
| Strass Karl van der                          | Morava               | městská                                       | |
| Streer von Streeruwitz Adolf                 | Čechy                | měst a průmysl. míst                          | |
| Stremayr Karl von                            | Štýrsko              |                                               | 11. prosince 1869 složil slib.                                                                       |
| Sturm Eduard                                 | Morava               | městská                                       | Rezignoval v roce 1869 během přestávky mezi IV. a V. zasedáním sněmovny.                             |
| Sulikowski Daniel                            | Halič                | venkovských obcí                              | 17. ledna 1870 složil slib.                                                                          |
| Svetec Lukas                                 | Kraňsko              | venkovských obcí                              | |
| Szábel Balthasar                             |                      |                                               | Zemřel 12. 1. 1869.                                                                                  |
| Szeleszczyński Bonawentura                   | Halič                |                                               | 11. 12. 1869 složil slib.                                                                            |
| Szujski Józef                                | Halič                | velkostatkářská                               | 22. 10. 1868 složil slib, rezignoval v roce 1869 během přestávky mezi IV. a V. zasedáním sněmovny.   |
| Švestka František                            | Čechy                |                                               | Zánik mandátu zemského a tudíž i říšského poslance 26. 9. 1868.                                      |
| Taaffe Eduard                                | Čechy                | velkostatkářská                               | |
| Tarnowski Stanisław                          | Halič                |                                               | hrabě, 1868 rezignoval.                                                                              |
| Tarnowski Jan                                |                      |                                               | 17. ledna 1870 složil slib.                                                                          |
| Theumer Ernst                                | Čechy                |                                               | 11. prosince 1869 složil slib.                                                                       |
| Thun-Hohenstein Quido                        | Čechy                | velkostatkářská                               | Rezignace v roce 1869                                                                                |
| Tinti Karl Wilhelm von                       | Dolní Rakousy        | velkostatkářská                               | |
| Toman Lovro                                  | Kraňsko              | obchodních a živn. komor                      | 14. prosince 1869 po znovuzvolení opětovně složil slib.                                              |
| Tomanek Johann                               | Morava               | městská                                       | |
| Tomuś Jan                                    | Halič                | venkovských obcí                              | |
| Torosiewicz Franciszek                       | Halič                | velkostatkářská                               | 22. října 1868 složil slib, 14. prosince 1869 po znovuzvolení opětovně složil slib.                  |
| Trojan Alois Pravoslav                       | Čechy                |                                               | Zánik mandátu zemského a tudíž i říšského poslance 26. září 1868.                                    |
| Tschabuschnigg Adolf von                     | Korutany             | velkostatkářská                               | |
| Tunner Peter                                 | Štýrsko              | měst a tržních osad                           | |
| Unger Joseph                                 | Dolní Rakousy        |                                               | nesložil slib, rezignoval na mandát v zemském sněmu i v Říšské radě.                                 |
| Vaněk Antonín                                | Morava               | venkovských obcí                              | Vyzván k účasti na jednání, ale do sněmovny se nedostavil.                                           |
| Viktorin Franz                               | Morava               | venkovských obcí                              | |
| Vidulich Francesco                           | Istrie               | měst, tržních osad a průmysl. míst            | |
| Vrints zu Falkenstein Maximilian             | Dolní Rakousy        | velkostatkářská                               | |
| Wächter Otto                                 | Čechy                | velkostatkářská                               | 17. října 1868 složil slib.                                                                          |
| Wahl Mathias                                 | Horní Rakousy        | venkovských obcí                              | |
| Waidele von Willingen Ernst                  | Čechy                |                                               | 11. prosince 1869 složil slib.                                                                       |
| Waser Josef von                              | Štýrsko              | měst a tržních osad                           | |
| Weichs Friedrich                             | Horní Rakousy        | velkostatkářská                               | |
| Weigel Ferdynand                             | Halič                |                                               | 14. prosince 1869 složil slib.                                                                       |
| Wenzliczke August                            | Morava               | městská                                       | 17. října 1868 složil slib.                                                                          |
| Wężyk Leonard                                | Halič                | velkostatkářská                               | Rezignoval v roce 1869 během přestávky mezi IV. a V. zasedáním sněmovny.                             |
| Wickhoff Franz                               | Horní Rakousy        | měst a průmysl. míst                          | |
| Widmann-Sedlnitzky Viktor                    | Morava               | velkostatkářská                               | |
| Wiesler Peter                                |                      |                                               | 15. prosince 1869 složil slib.                                                                       |
| Wild Carl                                    | Halič                |                                               | 20. prosince 1869 složil slib.                                                                       |
| Wintersberg August                           | Štýrsko              | venkovských obcí                              | 11. prosince 1869 složil slib.                                                                       |
| Winterstein Simon                            | Dolní Rakousy        |                                               | V lednu 1869 rezignoval po povolání do Panské sněmovny.                                              |
| Wodzicki Henryk                              | Halič                |                                               | 1868 rezignoval                                                                                      |
| Wodzicki Ludwik                              |                      |                                               | 1868 rezignoval, 14. prosince 1869 po znovuzvolení opětovně složil slib.                             |
| Wolf Josef                                   | Čechy                | venkovských obcí                              | 24. září 1869 zemřel.                                                                                |
| Wolfrum Karl                                 | Čechy                | měst a průmysl. míst                          | |
| Wyrobek Wacław                               | Halič                | venkovských obcí                              | Rezignoval v roce 1869 během přestávky mezi IV. a V. zasedáním sněmovny.                             |
| Zaillner Innocenz                            | Morava               | venkovských obcí                              | |
| Zbyszewski Wiktor                            | Halič                | městská                                       | Rezignoval v roce 1869 během přestávky mezi IV. a V. zasedáním sněmovny.                             |
| Zedtwitz Karl Moritz                         | Čechy                | měst a průmysl. míst                          | |
| Zeidler Jeroným Josef                        | Čechy                | velkostatkářská                               | 4. června 1867 složil slib, 3. března 1870 zemřel                                                    |
| Zelený Václav                                | Čechy                |                                               | Zánik mandátu zemského a tudíž i říšského poslance 26. září 1868.                                    |
| Ziemiałkowski Florian                        | Halič                | městská (Lvov)                                | Rezignoval v roce 1869 během přestávky mezi IV. a V. zasedáním sněmovny.                             |
| Zikmund Josef                                | Čechy                |                                               | Zánik mandátu zemského a tudíž i říšského poslance 26. září 1868.                                    |
| Zyblikiewicz Mikołaj                         | Halič                | městská                                       | 11. prosince 1869 po znovuzvolení opětovně složil slib.                                              |